# Revilla Vallejera
Revilla Vallejera település Spanyolországban, Burgos tartományban. Revilla Vallejera Palenzuela, Castrojeriz, Villamedianilla, Vallejera, Los Balbases, Villaverde-Mogina, Villodrigo és Valles de Palenzuela községekkel határos. Lakosainak száma 115 fő (2024).

## Népesség
A település népessége az utóbbi években az alábbiak szerint változott:
| Lakosok száma | 134  | 119  | 102  | 87   | 103  | 84   | 110  | 108  | 101  | 115  |
|               | 2001 | 2004 | 2006 | 2009 | 2011 | 2014 | 2016 | 2019 | 2021 | 2024 |